# کراسنویارسک پلنت
کراسنویارسک پلنت (روسی: Красноярский машиностроительный завод) شرکت صنایع جنگ‌افزاری روس است، که در سال ۱۹۳۲ تأسیس شد.